# Валам Олум

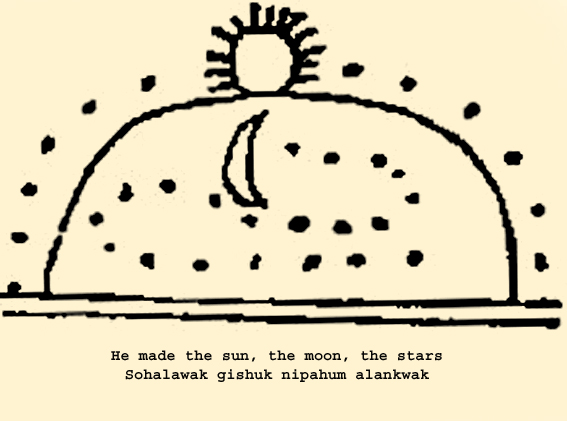
Приклад піктограми Валам Олум. Напис: Він зробив сонце, місяць, зорі

Валам Олум (англ. Walam Olum, Walum Olum, Червона зарубка) — епічний літопис делаварів, що містить міфи та історичні перекази про переселення племені, з переліком вождів.
Перекази були записані піктограмами на корі та дерев'яних дощечках (183 піктограми) в 17 столітті. В середині 18 століття. був переписаний латинкою делаварською мовою, вперше виданий 1836. Найзначиміший історичний документ індіанців сходу США.
Існують сумніви в автентичності літопису. Опубліковане видання імовірно є містифікацією, однак індіанці вірять, що воно було створене на основі давніших зразків[джерело?].
Рафінеск стверджував, що оригінальна розповідь була записана у вигляді піктограм на бересті або кедровому дереві на табличках або паличках (Рафінеск пояснив, що "Olum ... означає запис, паличка з виїмкою, гравірований шматок дерева або кори"). Він сказав, що "покійний доктор Уорд з Індіани" придбав ці матеріали в 1820 році у пацієнта ленапе в обмін на медичне лікування, і в кінцевому підсумку передав їх Рафінеску. З особистих нотаток Рафінеска та сімейної легенди, цей доктор Уорд був попередньо ідентифікований у 1954 році як доктор Джон Рассел Уорд, лікар з Кентуккі, який помер у 1834 році, але потенційний кандидат з Індіани був ідентифікований: Малтус А. Ворд (1794-1863, тому не "пізній" у значенні "померлий"), який провів частину своєї ранньої кар'єри в Індіані, переїхав до Нової Англії в 1823 році та з 1831 року був професором природничої історії в Університеті Джорджії. Він сказав, що пояснювальна транскрипція віршів мовою ленапе походить з іншого джерела, в 1822 році. Після того, як його переклад був опублікований, Рафінеск сказав, що загубив справжні таблички.